# 澳洲—紐西蘭關係

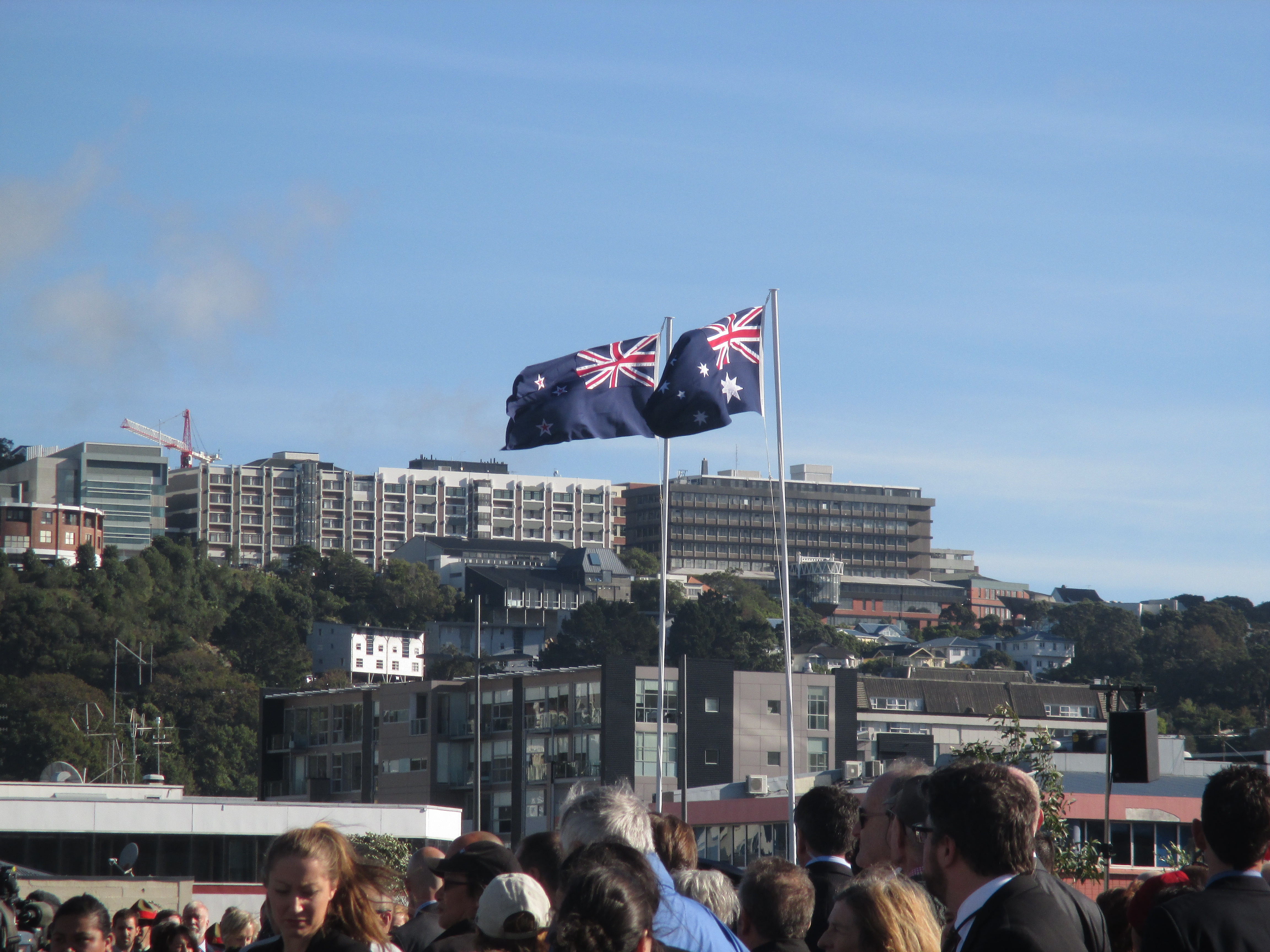
澳大利亚和新西兰的国旗并排飘扬

澳洲－紐西蘭關係，也被称为跨塔斯曼关系，这两个国家都有英国的殖民遗产，都是地球另一端的自治领和殖民地居民，都属于更广泛的英语圈，因此关系非常密切。新西兰派代表参加澳大利亚的制宪会议，这导致了澳大利亚六个殖民地的联合，但新西兰选择不加入。在布尔战争和两次世界大战中，新西兰士兵和澳大利亚士兵并肩作战。近年来，更紧密的经济关系——自由贸易协定及其前身——激发了不断趋同的经济一体化。尽管有一些相似之处，澳大利亚和新西兰的文化也有自己的一套不同之处，有时意见上的分歧被一些人认为是兄弟姐妹间竞争的症状。这往往集中在体育和商业经济紧张局势上，比如澳洲安捷航空的失败，以及澳大利亚此前长期禁止新西兰苹果进口所引发的紧张局势。
这两个国家都是君主立宪制和英联邦国家——由同一个人担任主权独立的国家元首——都是基于威斯敏斯特体系的议会民主。他们唯一的陆地边界是罗斯属地的西部和澳大利亚南极领地的东部。双方承认2004年《澳大利亚-新西兰海洋条约》确定的两条明显的海洋边界。
澳大利亚和新西兰拥有共同的君主，即查爾斯三世。

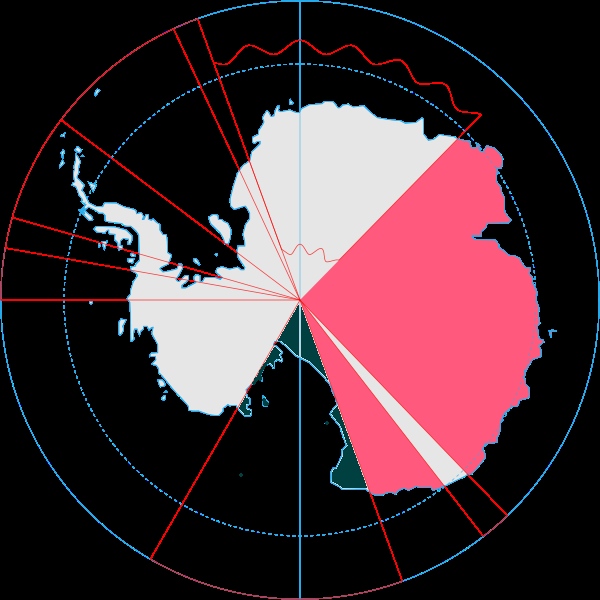
澳大利亚（粉红色）和新西兰（绿松石色）的南极领土主张。这些主张分别自1933年和1924年以来一直存在，并被相互承认对方主权。

2017年，洛伊国际政策研究所在澳大利亚进行的一项重大民意调查显示，新西兰被认为是澳大利亚的“最好的朋友”，而此前这一位置是由美国占据的。

## 国家对比
|                       |                                  | 新西兰                       |
| --------------------- | -------------------------------- | ---------------------------- |
| 国徽                  |                                  |                              |
| 国旗                  | 澳大利亚                         | 新西兰                       |
| 人口                  | 25,220,000                       | 5,000,000                    |
| 面积                  | 7,692,024 km2（2,969,907 sq mi） | 268,021 km2（103,483 sq mi） |
| 人口密度              | 3.2/km2（8.3/sq mi）             | 18.1/km2（47/sq mi）         |
| 首都                  | 堪培拉                           | 惠灵顿                       |
| 最大城市              | 悉尼                             | 奥克兰                       |
| 政府                  | 联邦制君主立宪议会制             | 单一制君主立宪议会制         |
| 君主                  | 查尔斯三世                       | 查尔斯三世                   |
| 总督                  | 大卫·赫利                        | 辛迪·基羅                    |
| 总理                  | 安東尼·艾巴尼斯                  | 杰辛达·阿德恩                |
| 官方語言              | 英语                             | 英语 毛利语 新西兰手语       |
| GDP（国际汇率）       | US$13,760亿                      | US$2040亿                    |
| 人均GDP（国际汇率）   | US$53,825                        | US$40,634                    |
| GDP（购买力平价）     | US$11,370亿                      | US$2100亿                    |
| 人均GDP（购买力平价） | US$55,899                        | US$40,950                    |
| GDP增长率             | 2.50%                            | 2.70%                        |

## 历史

西兰大陆的南半部地图

西兰洲微大陆，即今天的新西兰是最大的未被淹没的部分，可能在1.3亿至8500万年前从南极洲分离出来，然后在6000万至8500万年前，在白垩纪和古近纪早期地质时期发生的东冈瓦纳分裂中，从单独的澳大利亚大陆分离出来。西兰洲和澳大利亚都是大洋洲和澳大拉西亚的一部分。澳大利亚、新西兰的北岛和南岛的西北部在印度-澳大利亚板块上，南岛的其余部分在太平洋板块上。
澳洲原住民通常被认为拥有丰富的历史，至少持续了4万到4万5千年，而毛利人作为波利尼西亚人的一支在1300年之前通过民族特色的小艇分好几波到达了奥特亚罗瓦或新西兰。在17和18世纪欧洲人探索澳大利亚之前，澳大利亚原住民和新西兰原住民波利尼西亚毛利人并没有见过面或交流。关于各自的原住民，虽然可以说只有一种毛利语言，并且本民族能够作为一个君主所代表的统一人口而存在，但澳大利亚原住民的语言或其相应的人口群体却从来没有存在过。

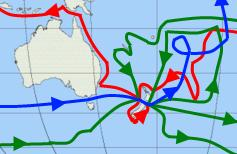
詹姆斯·库克船长的航行路线。第一航次用红色表示，第二航次用绿色表示，第三航次用蓝色表示

1605-1606年，欧洲人首次登陆澳大利亚大陆。在1642-1644年的两次不同的航行中，阿贝尔·塔斯曼被记录为第一个沿海探索了包括范迪门斯地（后来以他的名字命名为澳大利亚的塔斯马尼亚州）在内的各个地形地区的人。詹姆斯·库克的首次航行对1769年的新西兰环球航行，以及1770年4月至8月的欧洲发现和第一次在澳大利亚东部沿海航行都具有重要意义。1788年澳大利亚日，第一支舰队抵达卡迪/杰克森港，欧洲人在澳大利亚和新西兰定居，当时被称为新南威尔士州殖民地。
1840年，新西兰从新南威尔士州的殖民地分离出来，当时其新西兰白人人口约2000人，是基督教传教士、海豹捕猎者和捕鲸者（与之相对的是澳大利亚大陆更多的是流放者）的后裔。

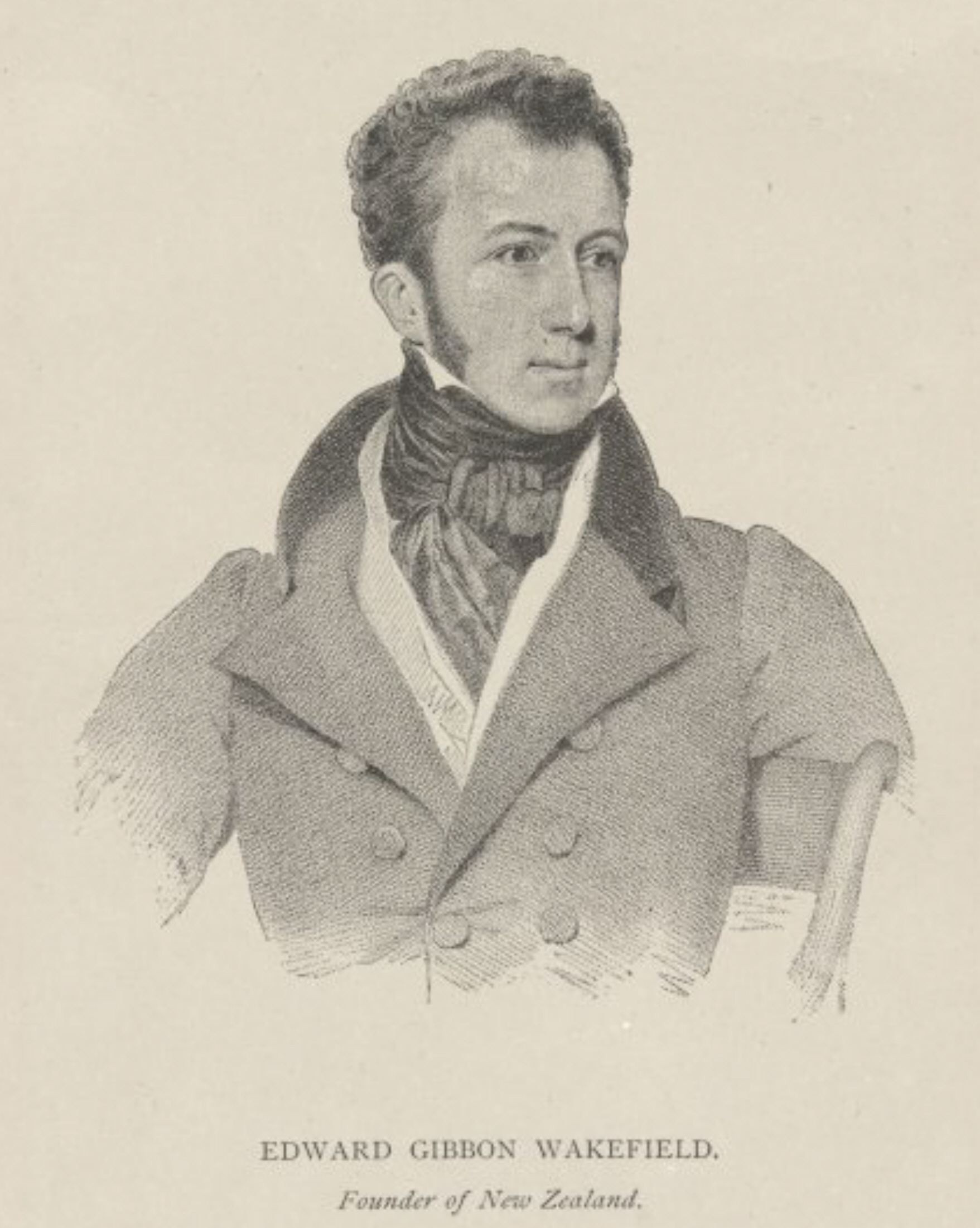
爱德华·吉本·韦克菲尔德对英国的殖民计划产生了重大影响

虽然新西兰从来都不是一个流放地，但澳大利亚的一些殖民地也不是。特别是，南澳大利亚的建立和定居方式与新西兰相似，都受到爱德华·吉本·韦克菲尔德思想的影响。
这两个国家都经历了关于原住民和移民人口的持续内部冲突，尽管这种冲突采取了非常不同的形式，最明显的表现分别是新西兰战争和澳大利亚边境战争。在1807-1839年间，毛利人在新西兰经历了一场火枪战争，在此之前，澳大利亚原住民没有类似的战争经验，在他们自己与欧洲定居者社会对抗之前或之后，彼此使用欧洲引进的现代武器。这两个国家都经历了19世纪的淘金热，在19世纪，殖民地之间有广泛的贸易和旅行。

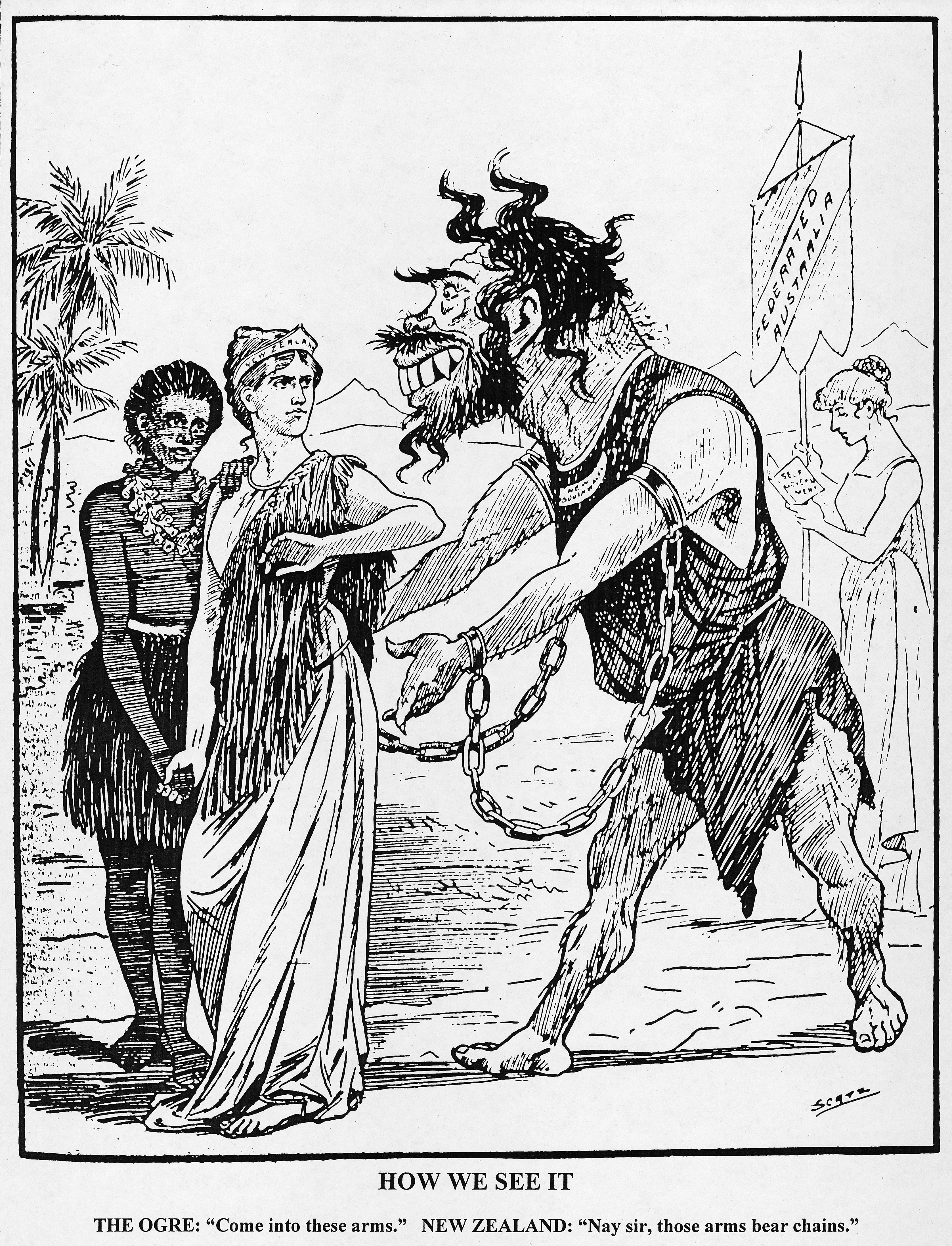
这幅1900年的漫画显示，新西兰和斐济的殖民地拒绝了加入澳大利亚联邦的提议，新西兰认为澳大利亚是一个流放地

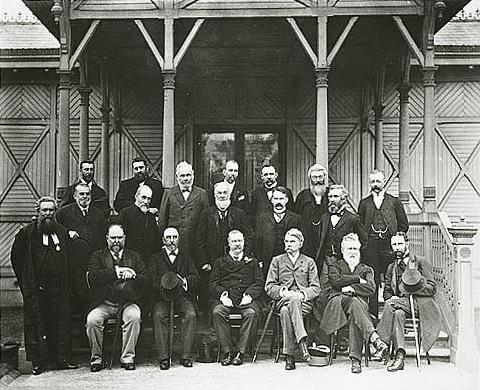
1899年澳大利亚联邦委员会的最后一次会议

从1885年起，新西兰作为澳大拉西亚联邦委员会成员参加了1890年会议和1891年《澳大利亚联邦公约》，并充分参与了其他自治殖民地。实际上，它拒绝接受澳大利亚联邦的邀请，澳大利亚联邦于1901年成立，一直是自治殖民地，直到1907年成为新西兰自治领，后来的其他领土实际上成为新西兰这个独立国家。1908年的奥运会、1911年的帝国节和1912年的奥运会，这两个国家至少在体育竞赛中被称为统一的“澳大拉西亚”。
两国在20世纪继续进行政治合作，都寻求与英国建立更密切的关系，特别是在贸易领域。这得益于冷藏船运的发展，这使得新西兰的经济建立在向英国出口肉类和奶制品的基础上，而这两种食品澳大利亚都有大量的供应。
两国在1944年1月签署了堪培拉条约，目的是在第二次世界大战中成功地对轴心国发动战争，并在其后果中提供停战和领土托管的管理。该协定预示着将设立一个常设的澳大利亚-新西兰秘书处，它规定就共同关心的事项进行协商，它规定维持单独的军事指挥部，并规定“在提出两国的意见时保持最大程度的统一”。
从20世纪80年代初到2007年底，跨塔斯曼贸易额以每年9%的速度增长，1983年签订的《更紧密经贸关系自由贸易协定》是一个重要的转折点。部分原因是英国在上世纪70年代初加入了欧洲经济共同体，从而限制了两国进入各自最大的出口市场。